# C++14
C++14 és una versió de l'estàndard ISO / IEC 14882 per al llenguatge de programació C++. Pretén ser una petita extensió sobre C++11, que inclou principalment correccions d'errors i petites millores, i va ser substituïda per C++17. La seva aprovació es va anunciar el 18 d'agost de 2014. C++14 es va publicar com a ISO/IEC 14882:2014 el desembre de 2014.

## Noves característiques de l'idioma
Aquestes són les funcions afegides al llenguatge bàsic de C++14.

### Deducció de tipus de retorn de funció
C++11 va permetre que les funcions lambda deduïssin el tipus de retorn en funció del tipus d'expressió donada a la instrucció de retorn. C++14 proporciona aquesta capacitat a totes les funcions. També amplia aquestes instal·lacions a funcions lambda, permetent la deducció de tipus de retorn per a funcions que no són de l' return expression;.

Per tal d'induir la deducció del tipus de retorn, la funció s'ha de declarar amb auto com a tipus de retorn, però sense l'especificador del tipus de retorn final a C++11:
```
auto
 
DeduceReturnType
();
 
// Return type to be determined.

```

Si s'utilitzen diverses expressions de retorn en la implementació de la funció, totes han de deduir el mateix tipus.
Les funcions que dedueixen els seus tipus de retorn es poden declarar cap endavant, però no es poden utilitzar fins que no s'hagin definit. Les seves definicions han d'estar disponibles per a la unitat de traducció que les utilitza.
La recursivitat es pot utilitzar amb una funció d'aquest tipus, però la crida recursiva s'ha de produir després d'almenys una instrucció de retorn a la definició de la funció:
```
auto
 
Correct
(
int
 
i
)

{

 
if
 
(
i
 
==
 
1
)

 
return
 
i
;
 
// return type deduced as int

 
return
 
Correct
(
i
-1
)
+
i
;
 
// ok to call it now

}

auto
 
Wrong
(
int
 
i
)

{

 
if
 
(
i
 
!=
 
1
)

 
return
 
Wrong
(
i
-1
)
+
i
;
 
// Too soon to call this. No prior return statement.

 
return
 
i
;
 
// return type deduced as int

}

```